# Barrage
Barrage è il quinto album del pianista jazz Paul Bley, e il primo di qualsiasi artista interamente dedicato alle canzoni della sua allora moglie Carla Bley. L'album è stato registrato dal Paul Bley's Quintet nel 1964 e pubblicato dall'etichetta ESP-Disk e presenta il sassofonista Marshall Allen in una rara apparizione al di fuori della collaborazione con il pianista / compositore Sun Ra.

## Recensioni
| Recensione | Giudizio                            |
| ---------- | ----------------------------------- |
|            | Allmusic                            |
|            | The Penguin Guide to Jazz           |
|            | The Rolling Stone Jazz Record Guide |

Allmusic ha premiato l'album con 4 stelle, definendolo "un classico dimenticato del free jazz". Recensendo il remake del 2009, All About Jazz ha dichiarato: "Barrage è un gioiello degli archivi ESP-Disk, un importante documento nel progresso della musica contemporanea, fresco oggi come il giorno in cui è stato presentato". La Penguin Guide to Jazz ha detto "la cosa più interessante nell'album, che come il suo successore è interamente composto da brani di Carla Bley, è nell'udire Johnson e Allen in un contesto di gruppo ristretto: la musica è piuttosto dura e la presenza di due musicisti così conflittuali (il trombettista doveva apparire su Ascension di John Coltrane) conferisce all'insieme una scomoda carnagione infuocata che tende a decantare i suoi momenti più sottili "

## Tracce
Tutte le composizioni sono di Carla Bley
1. "Batterie" - 4:19
2. "Ictus" - 5:24
3. "And Now the Queen" - 4:21
4. "Around Again" - 4:15
5. "Walking Woman" - 4:18
6. "Barrage" - 5:31

## Composizione
- Paul Bley - piano
- Dewey Johnson - tromba
- Marshall Allen - sassofono contralto
- Eddie Gómez - contrabbasso
- Milford Graves - percussioni